# Šachty
Šachty è una città della Russia europea meridionale, nell'oblast' di Rostov, 75 km a nordest del capoluogo Rostov sul Don.

## Storia
Fondata nel 1867 con il nome di Gornoe Gruševskoe (Горное Грушевское), si vide cambiare il nome nel 1881 in Aleksandrovsk-Gruševskij (Александровск-Грушевский) e successivamente nel 1921 acquisì quello attuale. La città soffrì l'occupazione nazista durante la seconda guerra mondiale.
Il nome di Šachty (in russo ?, miniera di carbone) si riferisce all'attività industriale prevalente della zona, che ha consentito lo sviluppo di questa città. Al giorno d'oggi Šachty è uno dei principali centri industriali della regione del Don.